# Patti Drew
Pour les articles homonymes, voir Drew.
Patti Drew, née le 29 décembre 1944 à Charleston en Caroline du Sud et morte le 16 juin 2025, est une chanteuse américaine qui a connu un succès éphémère à la fin des années 1960.

## Biographie
En 1956, les parents de Patti Drew emménagent à Evanston au nord de Chicago avec leurs six filles. Patti et ses sœurs Loraine et Erma, qui chantent à l'église, sont remarquées par un producteur de Capitol Records. Associées au jeune auteur-compositeur Carlton Black, elles forment les Drew-Vels, et enregistrent une série de singles dont une première version de Tell Him en 1963.
En 1967, Patti Drew entame une carrière solo avec une nouvelle version de la chanson Tell Him qui se hisse à la 85e position du Billboard Hot 100. Suivent quatre albums en autant d'années (1967-1970). Elle part en tournée et apparaît à la télévision dans Soul Train et American Bandstand.
Sa carrière connait un coup d'arrêt brutal en 1971. Des années plus tard, elle s'en expliquera dans un entretien avec le journaliste Dino Robinson.
En 1994, son premier album solo est réédité au format CD. Une compilation, The Best Of Patti Drew - Working On A Groovy Thing sort en 2007. En 2013, son interprétation de Tell Him est choisie pour la bande originale du film Le Majordome.

## Mort
Patti Drew meurt le 16 juin 2025 à l’âge de 80 ans.

## Discographie sélective

### Albums
- 1967 : Tell Him
- 1968 : Working On A Groovy Thing
- 1969 : I’ve Been Here All The Time
- 1970 : Wild Is Love

### Compilation
- 2007 : The Best Of Patti Drew - Working On A Groovy Thing